# Vellozia coronata
Vellozia coronata är en enhjärtbladig växtart som beskrevs av Lyman Bradford Smith. Vellozia coronata ingår i släktet Vellozia och familjen Velloziaceae. Inga underarter finns listade.